# Together/あかり/Fall Back
「Together/あかり/Fall Back」（トゥギャザー／あかり／フォール・バック）は、日本のポップ・ロックバンド、MONKEY MAJIKの8枚目のシングル。

## 解説
- 前作「MONKEY MAJIK×MONKEY MAGIC」からおよそ半年振りのシングル。自身初のトリプルA面であり、6月には2枚目のトリプルA面「あいたくて／MORNING-EVENING／goin' places」を発売。
- 3曲ともタイアップ有り。
- 「空はまるで」に続く、「Together」がUSENの総合チャートとリクエストチャートで1位を獲得した。
- 「Together」のサビのパートは、2007年のツアーで福岡に行った時、もつ鍋屋で食事中にBlaiseが創った[1]。仙台に戻り、2007年のクリスマスに曲が完成。テーマは友情[2]。
- 「あかり」も友情をテーマに書いた曲[3]。4曲の中で一番早くできた曲。

## 収録曲
（全作曲：Maynard、Blaise ）
1. Together
  - 作詞：Maynard、Blaise、tax
2. あかり
  - 作詞：Maynard、Blaise、tax
3. Fall Back
  - 作詞：Maynard、Blaise
4. One more chance
  - 作詞：Maynard、Blaise
5. Together -Night Falls mix-

## タイアップ
- 富士重工業
  - SUBARU 50th Anniversary「Fantastic moments」CMソング（M-1）
  - SUBARU Presents キズナのチカラ（BS日テレ）テーマ曲（M-1）
- レコード会社直営♪CMソング（M-1）
- テレビ東京「JAPAN COUNTDOWN」2008年4月度オープニングテーマ（M-1）
- ミヤギテレビ「ミヤテレスタジアム」エンディングトークBGM（M-1）
- 七十七銀行 CMソング（M-1）
- メナード「ジュピエル」CMソング（M-2）
- エクシング「ポケメロJOYSOUND」CMソング（M-2）
- パナソニック モバイルコミュニケーションズ「SoftBank 920P」CMソング（M-3）

## 外部リング
- Yahoo!ミュージックによるインタビュー - ウェイバックマシン（2008年4月27日アーカイブ分）
- at home webによるインタビュー at Archive.is (archived 2013年4月30日)